# Ракетные катера типа «Умм-эль-Марадим»
Ракетные катера типа «Умм-эль-Марадим» (араб. زورق صواريخ أم المرادم‎) — серия кувейтских ракетных катеров. Построены французской судостроительной компанией Constructions Mécaniques de Normandie в Шербуре для военно-морских сил Кувейта. Являются новейшими кораблями кувейтского флота. Заказаны в марте 1995 года. Спущены на воду в период с февраля 1997 по июнь 1999 года. Вступили в строй в период с июля 1998 года до июня 2000 года. Основаны на типе «Комбатан I» (BR42). Имена даны в честь катеров, стоявших на вооружении военно-морских сил Кувейта до вторжения Ирака. Подготовка десяти экипажей для восьми катеров проводилась во Франции. Первые четыре катера прибыли в Кувейт в августе 1999 года, а оставшиеся четыре катера в середине 2000 года. Наиболее эффективные катера в составе военно-морских сил Кувейта.

## Технические характеристики
Экипаж 29 человек (5 офицеров)
Длина 42 метра
Ширина 8,2 метра
Осадка 1,9 метра
Полное водоизмещение 245 т

## Оснащение
Корабли оснащены боевой информационной системой TAVITAC производства компании Thales (ранее Thomson-CSF), системой управления огнём Najir Mark 2 производства  Safran Electronics & Defense.
Корабли оснащены радаром управления огнём Seaspray производства BAE Systems, поисковым радаром MRR 3D производства Thales и навигационным радаром производства Racal.

## Вооружение
40-миллиметровая универсальная установка Otobreda производства Oto Melara размещена в носовой части корабля. Скорострельность установки составляет 120 выстрелов в минуту, дальность стрельбы 960-граммовыми снарядами 12,5 километров. В кормовой части установлены 20-мм авиационная пушка M621 производства Nexter (ранее GIAT) и два 12,7-мм пулемета.
Катера имеют на вооружении по два двойных пусковых комплекса для противокорабельных ракет малой дальности Sea Skua производства MBDA (ранее Matra BAe Dynamics), размещённых в кормовой части корабля. Ракета Sea Skua имеет полуактивную систему самонаведения, скорость 0,9 М и дальность пуска 15 километров.
Оснащён шестизарядным зенитно-ракетным комплексом Sadral производства MBDA для ракет класса «земля-воздух» «Мистраль». Ракета «Мистраль» имеет скорость 2,6 М и дальность пуска 0,5—5 километров.
Корабль может быть оснащён двойной пусковой установкой системы SIMBAD производства MBDA. Корабль может быть оснащён двумя пусковыми установками ложных целей «Дагай» (Dagaie) производства Safran Electronics & Defense.

## Двигатели
Корабль имеет два дизельных двигателя мощностью 4000 л. с. (2,94 МВт) производства MTU Friedrichshafen, с двумя водомётными движителями производства Rolls-Royce plc (ранее — Kamewa). Ракетный катер способен развивать наибольшую скорость хода 30 узлов. При скорости хода 14 узлов дальность плавания составляет 1350 миль.

## Представители
Военно-морские силы Кувейта эксплуатируют восемь ракетных катеров «Умм-эль-Марадим». Восемь катеров составляют значительную часть кувейтского флота:
| Название        | Номер  | Вступление в строй |
| --------------- | ------ | ------------------ |
| Умм-эль-Марадим | P 3711 | июль 1998 года     |
| Ауха            | P 3713 | 1998 год           |
| Файлака         | P 3715 | 1998 год           |
| Маскан          | P 3717 | 1998 год           |
| Эль-Ахмади      | P 3719 | 1999 год           |
| Эль-Фахайхиль   | P 3721 | 1999 год           |
| Эль-Ярмук       | P 3723 | 2000 год           |
| Кару            | P 3725 | июнь 2000 года     |